# Espera (Cádiz)
Espera ist ein Dorf und eine südspanische Gemeinde (municipio) 3.777 Einwohnern (Stand: 2024) im Nordosten der Provinz Cádiz in der Autonomen Region Andalusien.

## Geografie
Die Gemeinde liegt im hügeligen Norden der Provinz Cádiz und grenzt an die Provinz Sevilla. 

## Bevölkerungsentwicklung
| Jahr      | 1842 | 1900 | 1950 | 2000 | 2020 |
| Einwohner | 1577 | 2433 | 5057 | 3928 | 3844 |

Aufgrund der zunehmenden Mechanisierung der Landwirtschaft, der Aufgabe bäuerlicher Kleinbetriebe und dem daraus entstandenen Mangel an Arbeitsplätzen auf dem Lande ist die Einwohnerzahl der Gemeinde seit den 1950er Jahren leicht gestiegen.

## Geschichte
Nahe der Ortschaft befinden sich die Überreste der Römerstadt Carissa Aurelia.

## Sehenswürdigkeiten
- Burg de Fatetar
- Kirche Santa María de Gracia